# Warszawiaki (plebiscyt)
Warszawiaki – polski plebiscyt, którego celem jest wyłonienie najciekawszych miejsc, wydarzeń, zdjęć w Warszawie oraz Warszawiaka Roku. Od 2022 wybierana jest także dzielnica oraz inicjatywa roku. Pomysłodawcą i organizatorem plebiscytu jest dziennikarz Bartosz Kańtoch.
Zwycięzcy plebiscytu wyłaniani są za pośrednictwem głosowania internetowego. Po raz pierwszy statuetki przyznano w 2014.

## Zwycięzcy

### Warszawiaki 2014

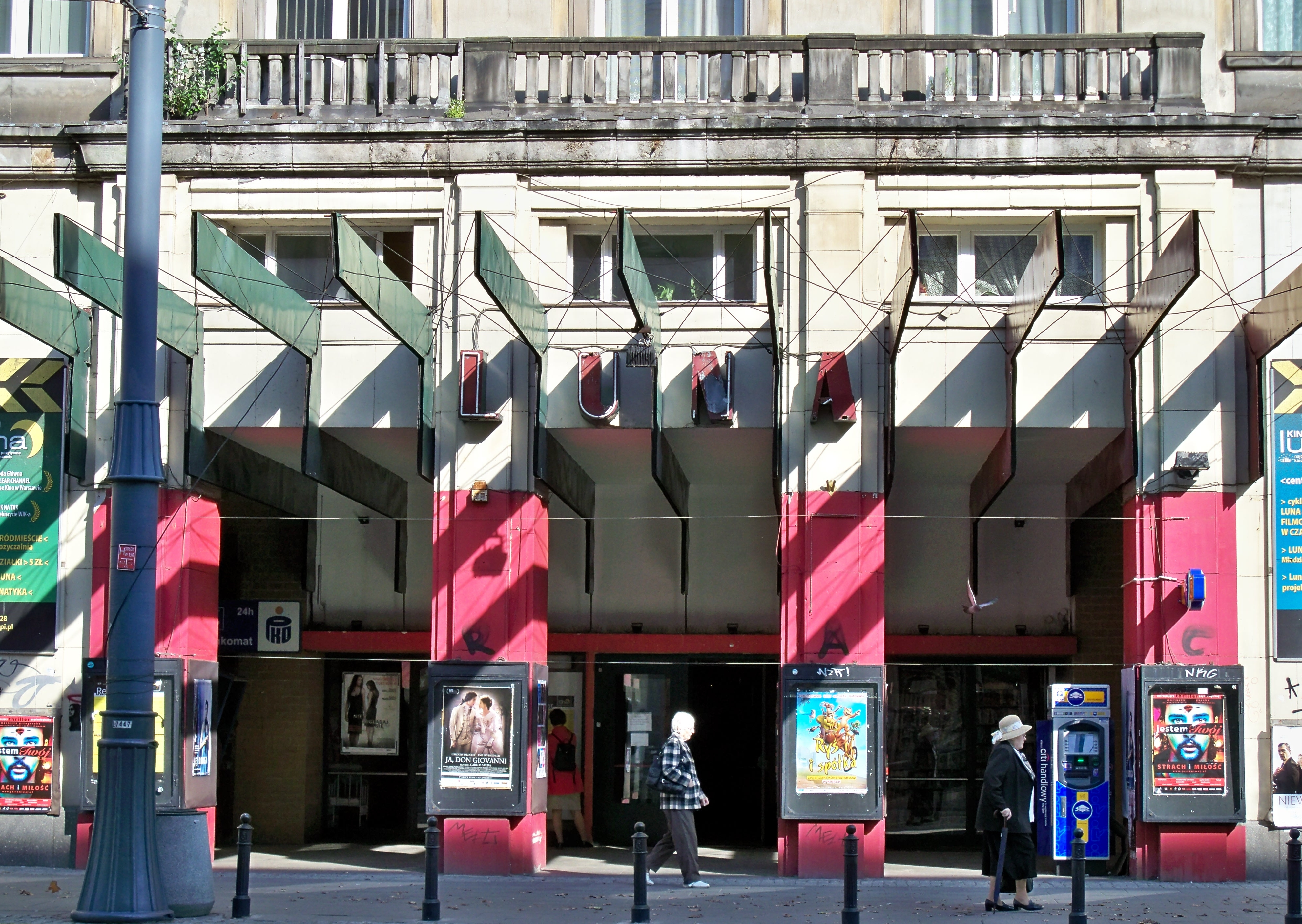
Kino Luna

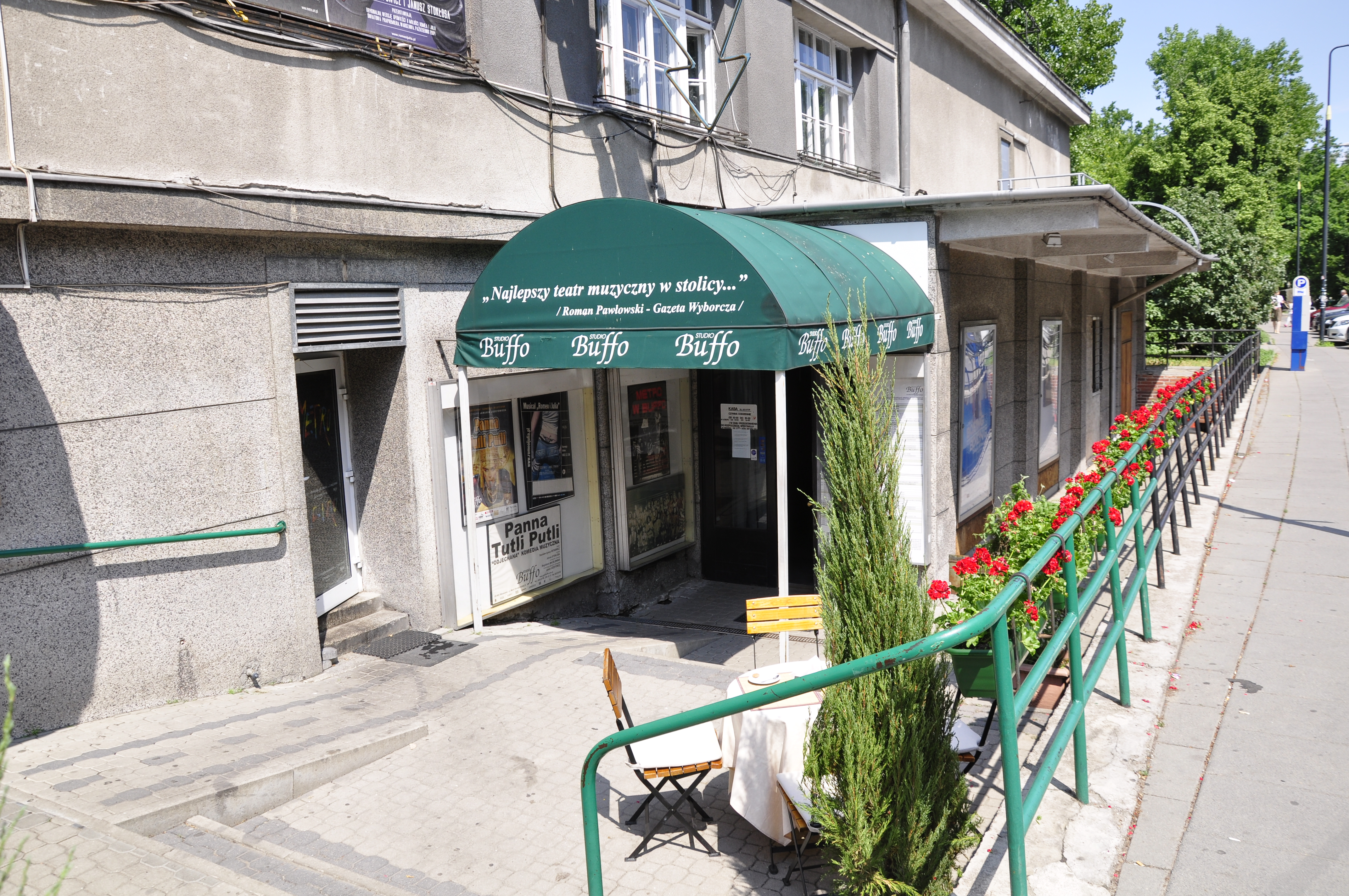
Studio Buffo

W 2014 nagrody przyznano w 11 kategoriach:
- Kino „Luna” (Kino roku)
- Studio Buffo (Teatr roku)
- Niewidzialna Wystawa (Muzeum roku)[4]
- Krowarzywa (Restauracja roku)
- Syreni Śpiew (Klub roku)
- Rama (Pub/Bar roku)
- Być może (Kawiarnia roku)
- Klinika Snookera (Centrum rozrywki roku)
- Studio Tańca Spin Freekies (Ośrodek sportu i rekreacji roku)
- ART.BEM Bemowskie Centrum Kultury (Dom kultury roku)
- 6. Festiwal „Era Schaeeffera” (Wydarzenie roku)

### Warszawiaki 2015

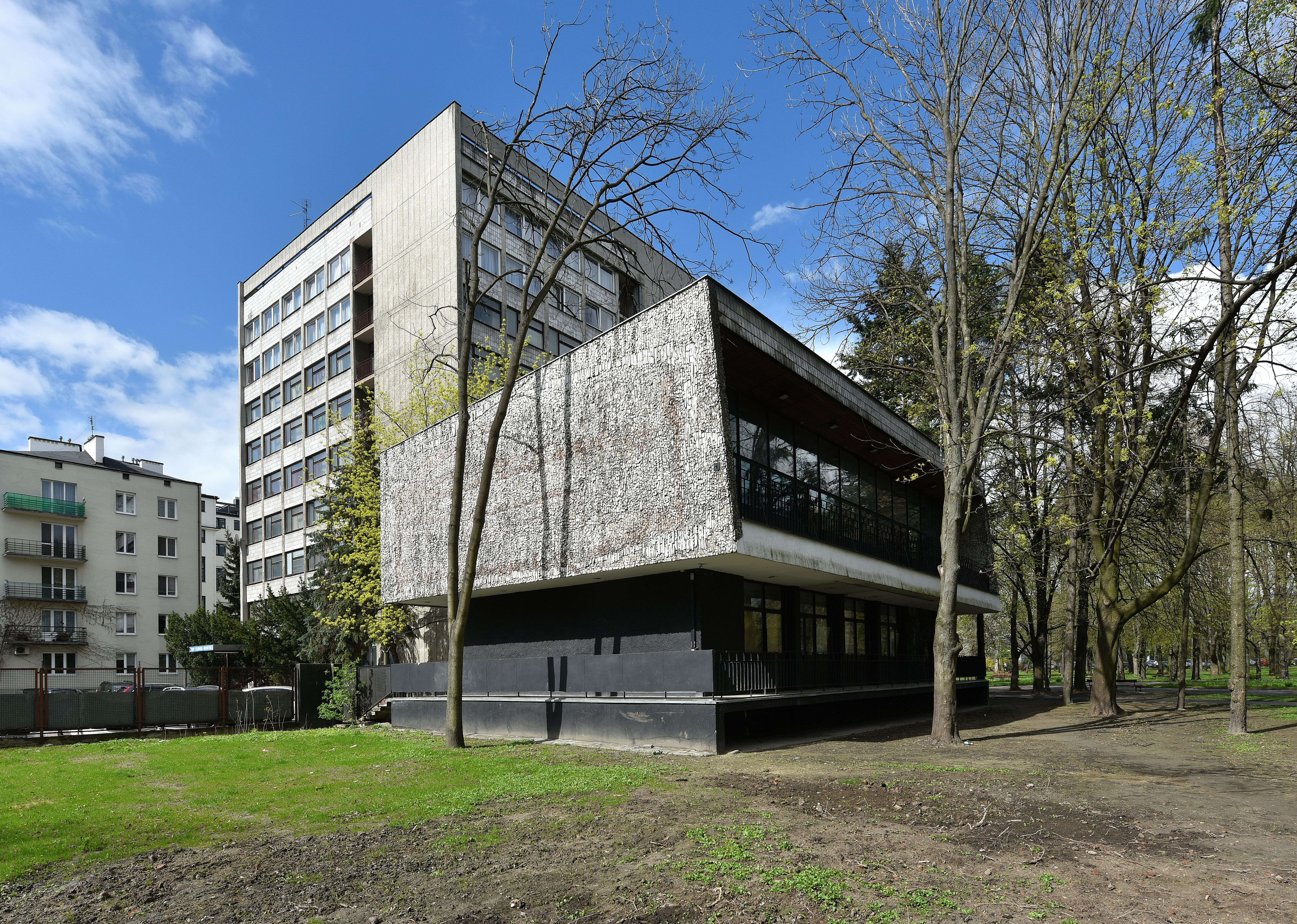
Syreni Śpiew w Warszawie

W 2015 nagrody przyznano w 12 kategoriach:
- Kino „Muranów” (Kino roku)[5]
- Teatr Pijana Sypialnia (Teatr roku)[6]
- Niewidzialna Wystawa (Muzeum roku)[7]
- Barn Burger (Restauracja roku)[8]
- Syreni Śpiew (Klub roku)[9]
- Falafel Bejrut (Pub/Bar roku)[10]
- GreenCafeNero Plac Unii Lubelskiej (Kawiarnia roku)[11]
- Dom Zagadek (Centrum rozrywki roku)[12]
- OSiR Dzielnicy Śródmieście – Polna (Ośrodek Sportu i Rekreacji roku)[13]
- Prom Kultury Saska Kępa (Dom kultury roku)[14]
- Odbudowa Mostu Łazienkowskiego (Wydarzenie roku)[15]
- Monika Gliga (Zdjęcie roku)[16]

### Warszawiaki 2016

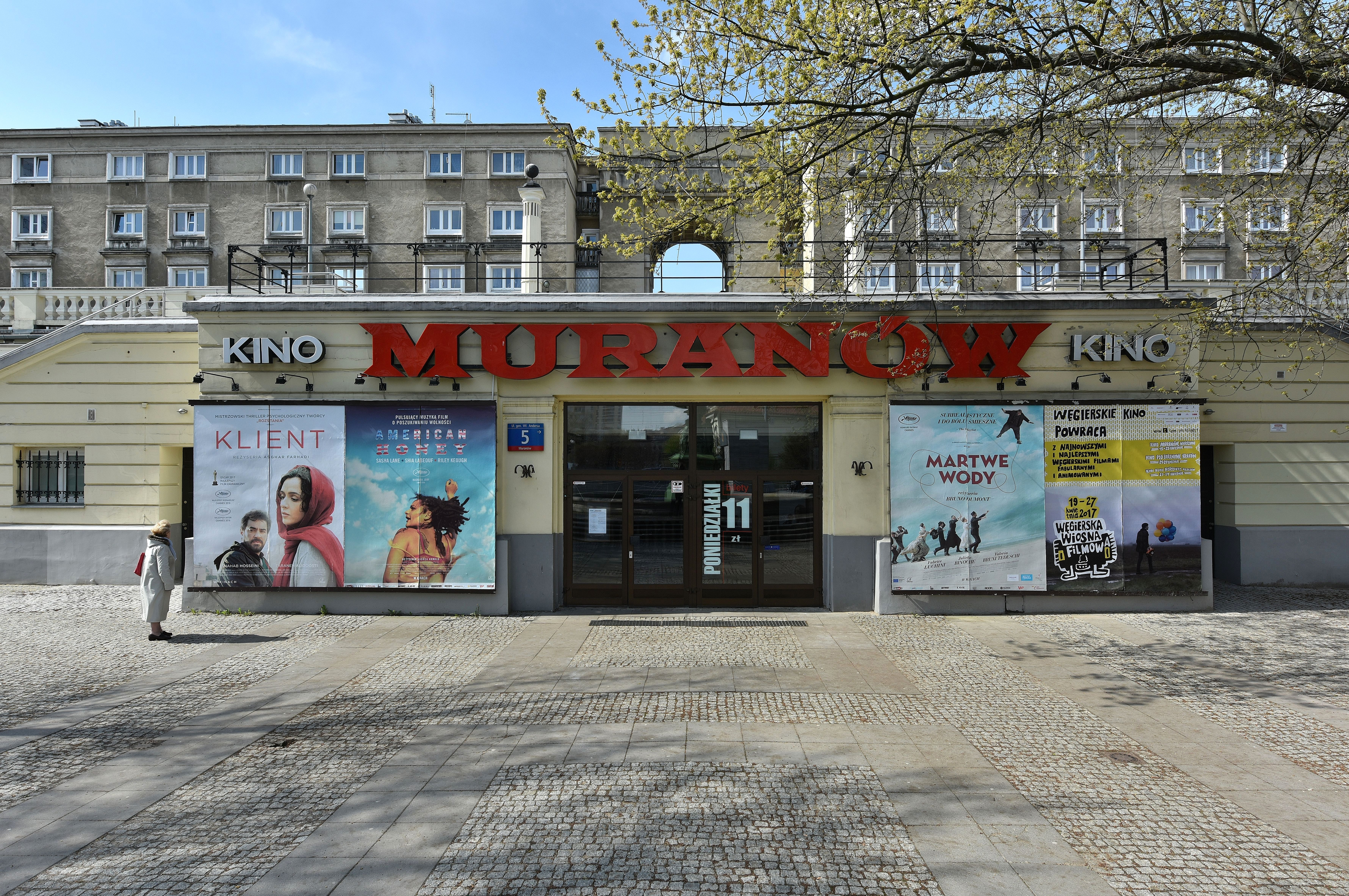
Kino „Muranów” (2017)

W 2016 nagrody przyznano w 13 kategoriach:
- Kino „Muranów” (Kino roku)[17]
- Teatr Pijana Sypialnia (Teatr roku)[18]
- Niewidzialna Wystawa (Muzeum roku)[19]
- AïOLI Inspired by MINI (Restauracja roku)[20]
- Level 27 (Klub roku)[21]
- Funky Jim (Pub roku)[22]
- Pyzy Flaki Gorące (Bar roku)[23]
- GreenCoffee Plac Unii Lubelskiej (Kawiarnia roku)[24]
- Fun Escape (Centrum rozrywki roku)[25]
- OSiR Targówek (Ośrodek Sportu i Rekreacji roku)[26]
- Dom Kultury Świt (Dom kultury roku)[27]
- Legia Warszawa w Lidze Mistrzów (Wydarzenie roku)[28]
- Mariusz Konfiszer (Zdjęcie roku)[29]

### Warszawiaki 2017

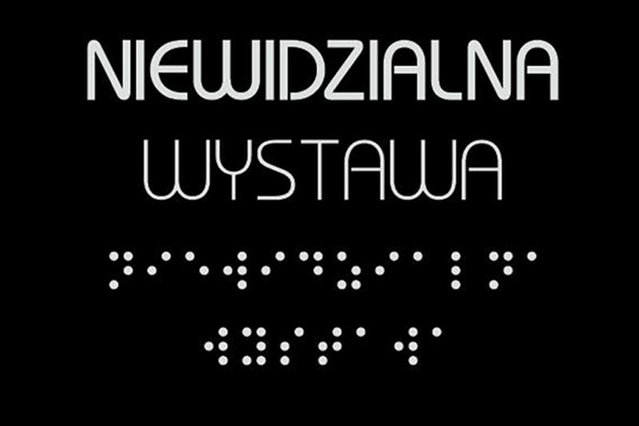
Logo Niewidzialnej Wystawy

W 2018 nagrody przyznano w 14 kategoriach:
- Kinokawiarnia Stacja Falenica (Kino roku)
- Teatr Akt (Teatr roku)
- Niewidzialna Wystawa (Muzeum roku)
- Berek (Restauracja roku)
- Club Wesele (Klub roku)
- Ale Burger (Bar Roku)
- Zakątek (Pub roku)
- Prochownia Żoliborz (Kawiarnia roku)
- Hangar 646 (Centrum rozrywki roku)
- OSiR Targówek – Polna (Ośrodek Sportu i Rekreacji roku)
- Dom Kultury „Świt” (Dom kultury roku)
- 11. Bieg po Nowe Życie (Wydarzenie roku)
- Wojtek Kacprzak (Zdjęcie roku)
- Warszawa w pigułce (Warszawa w sieci)

### Warszawiaki 2018

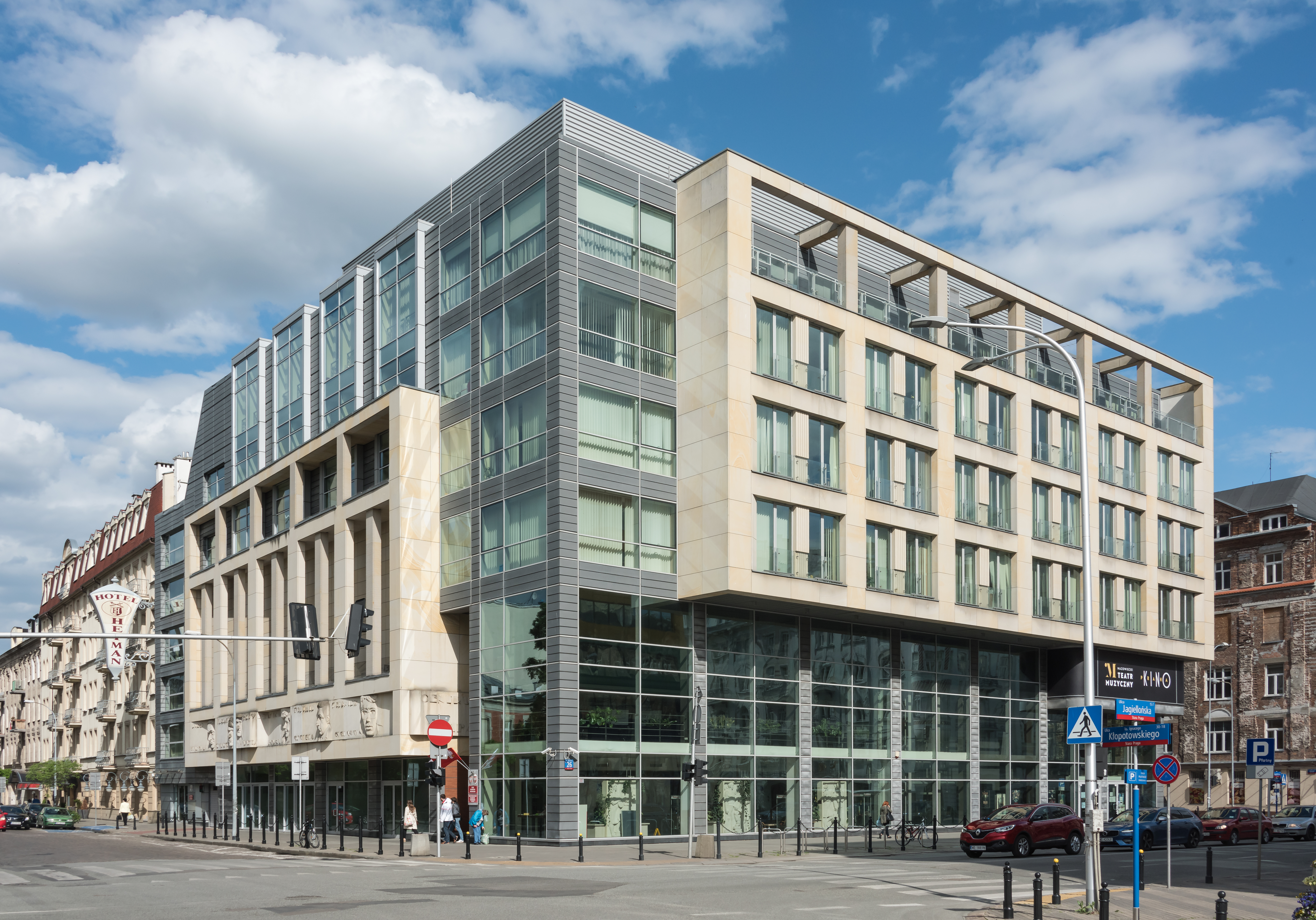
Kino „Praha”

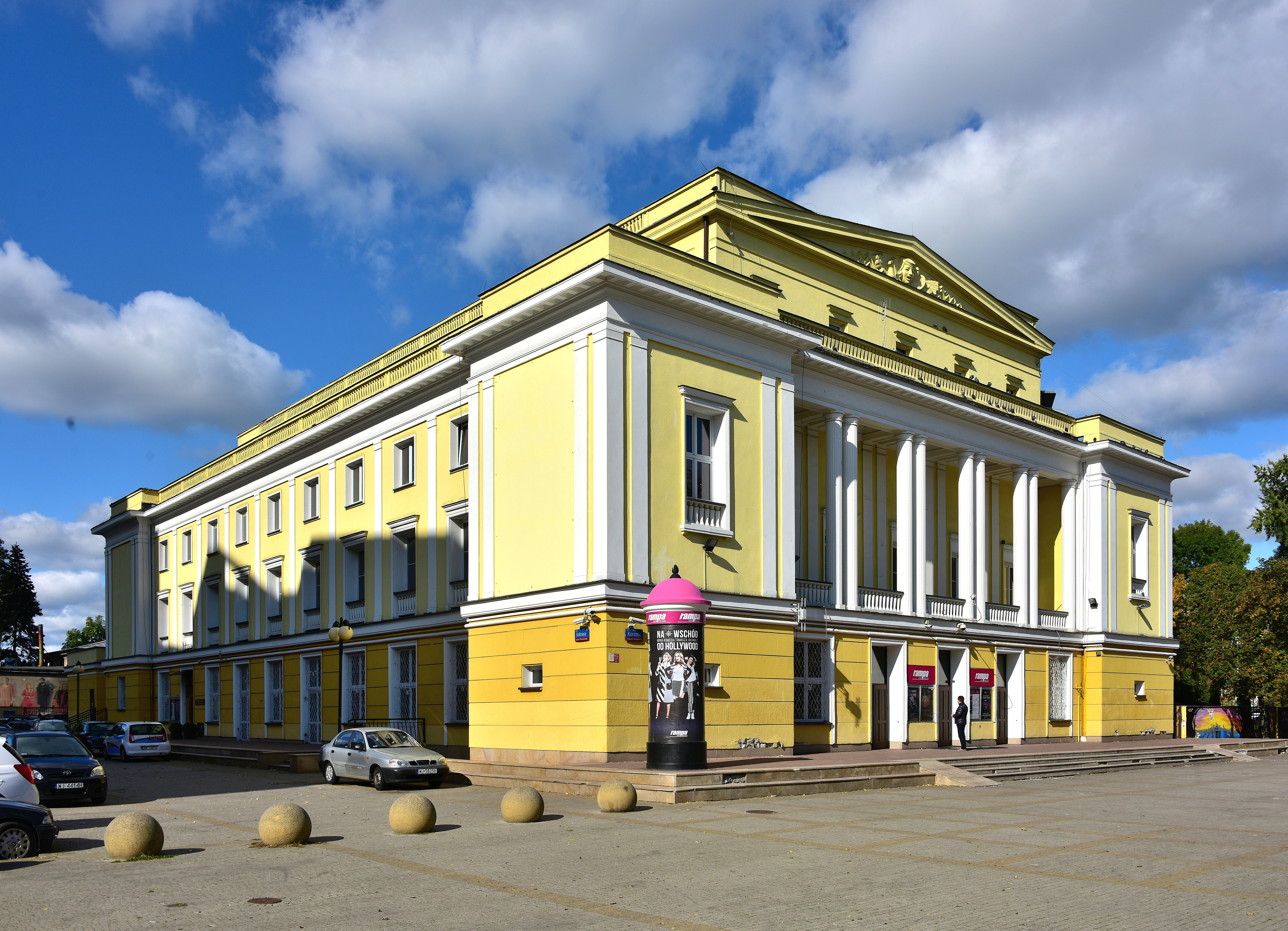
Teatr Rampa

W 2018 nagrody przyznano w 15 kategoriach:
- Krowarzywa (Bar)
- Hangar 646 (Centrum Rozrywki)
- Dom Kultury Świt (Dom Kultury)
- Bułkę przez bibułkę (Kawiarnia)
- Kino „Praha” (Kino)
- Club Wesele (Klub)
- Niewidzialna Wystawa (Muzeum)
- Cuda na kiju (Pub)
- Centrum Zarządzania Światem (Restauracja)
- OSiR Targówek (Sport)
- Teatr Rampa (Teatr)
- Warszawa w pigułce (Warszawa w sieci)
- 26. Finał Wielkiej Orkiestry Świątecznej Pomocy (Wydarzenie roku)
- Piotr Świercz (Zdjęcie)
- Rafał Dąbrowiecki (Warszawiak)

### Warszawiaki 2019
W 2019 nagrody przyznano w 15 kategoriach:
- Warzywiarnia – vegan burger (Bar roku)
- Hangar 646 (Centrum Rozrywki roku)
- Dom Kultury Świt (Dom kultury roku)
- Chude Ciacho (Kawiarnia roku)
- Kino „Muranów” (Kino roku)
- Club Wesele (Klub roku)
- Niewidzialna Wystawa (Muzeum roku)
- Jaś i Małgosia (Pub roku)
- Dos Tacos (Restauracja roku)
- Białołęcki Ośrodek Sportu (Sport)
- Teatr Muzyczny „Roma” (Teatr roku)
- Piesek Warszawski (Warszawa w sieci)
- 27. Finał Wielkiej Orkiestry Świątecznej Pomocy (Wydarzenie roku)
- Robert Sołoduszkiewicz (Zdjęcie roku)
- Michał „Mata” Matczak (Warszawiak roku)

### Warszawiaki 2022
W 2022 nagrody przyznano w 10 kategoriach:
- Klubo Kawiarnia Alternatywy (Kawiarnia Roku)
- Beef and Pepper (Restauracja Roku)
- Wioślarski Tytan Warszawy (Sport roku)
- Muzeum Warszawy (Kultura roku)
- Dzielnica Wisła (Rozrywka roku)
- Mokotów (Dzielnica roku)
- Dzielnia Saska Kępa (Inicjatywa roku)
- Marcin Włodarczyk (Zdjęcie roku)
- Wybuch granatnika w Komendzie Głównej Policji (Wydarzenie roku)
- Tytus Brzozowski (Warszawiak Roku)

### Warszawiaki 2023
W 2023 nagrody przyznano w 11 kategoriach:
- Vita Cafe (Kawiarnia)
- Beef and Pepper (Restauracja)
- Trybański Basketball Academy (Sport)
- Uniwersytet Muzyczny Fryderyka Chopina (Kultura)
- miniciti (Rozrywka)
- Galaktyka Marzeń (Inicjatywa)
- Paweł Długokęcki – W stronę zachodzącego słońca (Zdjęcie)
- Warszawski Zaułek (Warszawa w Sieci)
- Wianki nad Wisłą (Wydarzenie)
- Bemowo (Dzielnica)
- Radosław Gajda (Warszawiak)